# Azembla's Quartet
Azembla's Quartet é um grupo musical liderado por Pedro Renato (Belle Chase Hotel) dedicado a bandas sonoras.
O seu primeiro trabalho foi para a curta-metragem "Respirar (Debaixo d'Água)" de António Ferreira.
O grupo é formado por Pedro Renato (guitarra e teclas), Raquel Ralha (voz), Luís Pedro Madeira (teclas), Pedro Pinto (bateria e percussão) e Joana Longobardi (contrabaixo).
A segunda banda sonora foi para "Esquece Tudo o que Te Disse" do mesmo realizador. Foi editada em disco pela Subtonick.
A estreia ao vivo da banda sonora do filme "Esquece Tudo o que te Disse" foi em Janeiro de 2003, no Teatro Académico de Gil Vicente, no âmbito da programação da Capital Nacional da Cultura.
Em 2004 foi lançada uma nova edição da banda sonora com um Cd Bónus com a banda sonora original do filme "Respirar (Debaixo D'água)".

## Discografia
- Esquece Tudo O Que Te Disse (Subtonik, 2002)
- Esquece Tudo O Que Te Disse/Respirar Debaixo d'Água (Subtonik, 2004)